# Medalla Garvan-Olin
La medalla Garvan-Olin (Francis P. Garvan–John M. Olin Medal en anglès original) és un premi atorgat en reconeixement dels èxits científics, el lideratge i el servei en el camp de la química. Va ser establert el 1937 —anualment des de 1946—, és el tercer premi més antic de la Societat Química Americana (ACS) i el primer premi per guardonar dones químiques.
El guardó va ser fundat el 1936 per l'advocat Francis Patrick Garvan, fundador i president de la Chemical Foundation i l'únic guanyador de la medalla Priestley que no era científic, i Mabel Brady Garvan, com a concurs d'assajos en memòria a la seva filla amb el nom American Chemical Society's Prize Essay Contest, i va ser finançat per la Fundació Medal Francis P. Garvan fins al 1979. La primera guardonada va ser la espectroscopista Emma Perry Carr el 1937. De 1979 fins al 1983 el premi va ser patrocinat per la W. R. Grace and Company i des de 1984 per l'Olin Corporation. El 1993 es va reanomenar com a Francis P. Garvan-John M. Olin Medal, en honor de John M. Olin, president de les indústries Olin.
El premi només es concedeix a ciutadanes dels Estats Units i consisteix d'una medalla amb un certificat i un premi efectiu de 5.000 dòlars estatunidencs.

## Guardonades
- 1937 Emma Perry Carr
- 1940 Mary Engle Pennington
- 1942 Florence B. Seibert
- 1946 Icie Macy Hoobler
- 1947 Mary Lura Sherrill
- 1948 Gerty Cori
- 1949 Agnes Fay Morgan
- 1950 Pauline Beery Mack
- 1951 Katharine Burr Blodgett
- 1952 Gladys A. Emerson
- 1953 Leonora N. Bilger
- 1954 Betty Sullivan
- 1955 Grace Medes
- 1956 Allene R. Jeanes
- 1957 Lucy W. Pickett
- 1958 Arda A. Green
- 1959 Dorothy Virginia Nightingale
- 1960 Mary L. Caldwell
- 1961 Sarah Ratner
- 1962 Helen M. Dyer
- 1963 Mildred Cohn
- 1964 Birgit Vennesland
- 1965 Gertrude Perlmann
- 1966 Mary L. Peterman
- 1967 Marjorie J. Vold
- 1968 Gertrude B. Elion
- 1969 Sofia Simmonds
- 1970 Ruth R. Benerito
- 1971 Mary Fieser
- 1972 Jean'ne M. Shreeve
- 1973 Mary L. Good
- 1974 Joyce J. Kaufman
- 1975 Marjorie C. Caserio
- 1976 Isabella L. Karle
- 1977 Marjorie G. Horning
- 1978 Madeleine M. Joullié
- 1979 Jenny P. Glusker
- 1980 Helen M. Free
- 1981 Elizabeth K. Weisburger
- 1982 Sara Jane Rhoads
- 1983 Ines Mandl
- 1984 Martha L. Ludwig
- 1985 Catherine Clarke Fenselau
- 1986 Jeanette G. Grasselli
- 1987 Janet G. Osteryoung
- 1988 Marye Anne Fox
- 1989 Kathleen C. Taylor
- 1990 Darleane C. Hoffman
- 1991 Cynthia M. Friend
- 1992 Jacqueline K. Barton
- 1993 Edith M. Flanigen
- 1994 Barbara J. Garrison
- 1995 Angelica M. Stacy
- 1996 Geraldine L. Richmond
- 1997 Karen W. Morse
- 1998 Joanna S. Fowler
- 1999 Cynthia A. Maryanoff
- 2000 F. Ann Walker
- 2001 Susan S. Taylor
- 2002 Marion C. Thurnauer
- 2003 Martha Greenblatt
- 2004 Sandra C. Greer
- 2005 Frances H. Arnold
- 2006 Lila M. Gierasch
- 2007 Laura L. Kiessling
- 2008 Elizabeth C. Theil
- 2009 Kathlyn A. Parker
- 2010 Judith C. Giordan
- 2011 Sherry J. Yennello
- 2012 Sue B. Clark
- 2013 Susan M. Kauzlarich
- 2014 Marsha I. Lester
- 2015 Angela K. Wilson
- 2016 Annie B. Kersting
- 2017 Barbara J. Finlayson-Pitts
- 2018 Valerie J. Kuck